# 長ぐつをはいたネコ (2011年の映画)
『長ぐつをはいたネコ』（ながぐつをはいたネコ、原題: Puss in Boots）は、2011年のアメリカ合衆国のコンピュータアニメーション・コメディ映画。ドリームワークス・アニメーションが制作し、パラマウント・ピクチャーズが配給した。脚本はトム・ウィーラー、原案はブライアン・リンチ、ウィリアム・デイヴィス、ウィーラー、監督は『シュレック3』のクリス・ミラーが務めた。アントニオ・バンデラス、サルマ・ハエック、ザック・ガリフィアナキス、ビリー・ボブ・ソーントン、エイミー・セダリスが声を担当した。
『シュレックシリーズ』のスピンオフ作品で、童話『長靴をはいた猫』の映画化ではなく、『シュレック2』で登場する前の長ぐつをはいたネコの冒険を描いた作品となっている。ハンプティ・ダンプティとキティ・フワフワーテを連れ、ジャックとジルという2人の悪党を相手に、大金持ちになれるという伝説の魔法の豆を手に入れるために戦うことになる。
2011年10月28日に2D、デジタル3D、IMAX 3Dで劇場公開された。批評家から好評を博し、興行収入は5億5,490万ドル、第84回アカデミー賞では長編アニメ映画賞にノミネートされた。2015年には『The Adventures of Puss in Boots』と題した本作のスピンオフ・テレビシリーズがNetflixで初放送された。続編として『長ぐつをはいたネコと9つの命』が2022年に公開された。

## ストーリー
長ぐつをはいたネコ（別名: プス）は、多額の懸賞金がかけられたお尋ね者だった。流れ者の彼はずっと「魔法の豆」を探し続けていた。それを使えば、巨人の住む城へと辿り着くことができ、そこには黄金の卵を生むガチョウがいると言われている。その魔法の豆を、悪名高い盗賊カップル、ジャックとジルが持っているという情報を酒場で聞きつけたプスは、彼らが泊まっている宿に侵入しようとする。ところがそこには、もう一人、魔法の豆を狙っている黒装束のネコがいた。プスと黒装束の猫は牽制し合う中、ジャックとジルに見つかってしまい、2匹は窓から逃げる。そのままプスは黒装束の猫を追跡するが、やがてダンスバトルに発展した。バトルの末、プスは相手がメスであると知って驚く。戸惑いつつも、物陰に姿を消した彼女を探していたプスは、そこでかつての因縁の相手であるハンプティ・アレクサンダー・ダンプティと再会する。黒装束のメス猫、キティ・フワフワーテは、ハンプティがプスを止めるために差し向けたネコだったのだ。ハンプティは、プスとキティと協力して、ジャックとジルから魔法の豆を奪い、巨人の城へと辿り着く計画を立てていた。しかし、ハンプティの過去の裏切りを許せないプスは、彼の誘いを断る。ハンプティと昔、何があったのかを尋ねるキティに、プスはかつて自分の育った孤児院であった出来事を語る。
プスとハンプティはサン・リカルド孤児院で共に暮らし、絆を深めていた。当時から魔法の豆を育て、巨人の住む城へと登り、黄金の卵を手にすることを夢見ていたハンプティは、プスと共にその豆を探していた。やがて成長した2人は魔法の豆のことは忘れ、盗みをはたらいていた。そんな中、プスはある日街で猛牛に襲われそうになった警察署長の母を救い、街の英雄になる。一方、ハンプティは相変わらず盗みを続け、プスはそんな彼を諫めていた。ところがある夜、ハンプティはプスを騙して銀行強盗の片棒を担がせ、プスはその日を境にお尋ね者となった。
ハンプティはプスにした過去の仕打ちを後悔しており、「もう一度チャンスをくれ」と彼に頼む。ハンプティの説得に応じ、プスはハンプティ、キティと3人でジャックとジルから魔法の豆を奪う計画に加わる。3人はジャックとジルとの激しい格闘の末、彼らの手から魔法の豆を盗み出すことに成功する。やがてその豆を砂漠に植えると、突如竜巻が発生し、魔法の豆はすぐに芽を出した。ハンプティがその芽に声をかけると、一気に成長して空へと伸び上がり、やがて雲へと達した。雲の上で3人は巨人の住む城を発見する。城の中の巨人は既に死に絶え、廃墟となった建物の中に草木の茂る場所があった。黄金の卵を守るモンスターの目を掻い潜り、3人はついに黄金の卵が大量に転がっている場所へと辿り着く。しかし、卵は巨大で非常に重く、何個も持ち帰るのは困難に思われたため、黄金の卵を生むガチョウの雛を発見し、卵ではなく、雛を連れ帰ることにする。モンスターの追撃を受けて逃げ惑う3人は、濁流に飲まれ、城の排水口から放り出されて地上へと落下するが、豆の木の葉をパラシュートにして無事に着陸する。その夜、3人は計画の成功を喜び、プスはキティとダンスを踊りながら、徐々に良い雰囲気になっていく。しかしプスが横になって目を閉じた瞬間、彼は密かに追ってきていたジャックとジルに殴られて意識を失う。
翌朝、目を覚ましたプスは、そこにハンプティとキティの姿がないことに気付く。馬を乗り、2人の姿を見つけるため、故郷のサン・リカルドへと辿り着く。ところがプスがそこで見たものは、ジャックとジルと一緒に計画の成功を喜ぶハンプティの姿だった。実は、ハンプティはプスに恨みを抱いていたのである。銀行強盗を行い、警察から追われて逃げる際に、プスは橋の上で倒れたハンプティに手を貸さずに、見捨てて逃走した。その時のことをハンプティはずっと忘れず、いつか復讐しようと密かにプスの後をずっと尾行していたのだった。ハンプティはプスを警察に引き渡し、黄金の卵を人々に与え、英雄のような扱いを受けるのだった。連行されていくプスを、申し訳なさそうにキティが見つめていた。彼女もハンプティの計画を始めから知っていたのである。
プスは投獄されるが、その中で白く長い髭を持つ老人と出会う。老人の名はジャックと言い、元々魔法の豆を持っていた『ジャックと豆の木』の主人公であり、ハンプティはジャックと一緒に投獄されていた際に魔法の豆を盗んだと言う。ジャックは、黄金の卵を生むガチョウの雛を盗むと、それを追って恐ろしい母ガチョウが追ってくると言う。サン・リカルドの街に危機が訪れることを知り、プスは何とか脱獄しようと試みるが上手く行かない。その時、キティが現れ、プスの脱獄に手を貸す。プスに心惹かれ始めていたキティは、ハンプティの策略に加わり彼を陥れたことを後悔していたのである。
キティの協力により、脱獄に成功したプスはハンプティのもとへ行き、雛をよこせと迫る。ハンプティは雛の母親が襲来して街が破壊されることを既に知っており、密かに雛と共にサン・リカルドを離れようとしていた。詰め寄るプスに、ハンプティは、一緒に育ったプスが、ある日を境に英雄になり、自分だけがおいてきぼりにされたことを恨んでいたのだと話す。プスは説得を続けるが、その時、遠方から恐ろしい唸り声と、巨大な翼が風を切る音が聞こえてきた。やがて街には、巨大な母ガチョウが現れた。黄金の卵を抱えている街の人々を見ると、母ガチョウは興奮して街を歩きまわり、雛を探しながら建物を次々に破壊していく。プスは母ガチョウの注意を引こうと呼び掛け、ハンプティは雛を馬車に乗せて母ガチョウを街の外へと誘導しようと試みる。途中、雛を奪おうとするジャックとジルの妨害に遭いながらも、キティの援護により危機を脱する。しかし、街の入り口にかかる橋に母ガチョウがたどり着いた瞬間、母ガチョウの重みで橋が崩れ落ちる。ハンプティと雛は崩れかけた橋から落下しそうになるが、プスが辛うじてロープを掴んで支える。しかし、ハンプティはプスが自分と雛の両方を助けることは無理だと悟り、自らロープを放して落下していく。プスは何とか雛だけは助け、母ガチョウの元へ返してやる。橋の下に落下したハンプティを見ると、その姿は黄金の卵に変化していた。母ガチョウは雛と、黄金の卵になったハンプティを連れ、雲の上の巨人の城へと帰っていく。
街を母ガチョウの脅威から救ったプスは、再びサン・リカルドの英雄となった。イメルダも彼を見直し、プスと熱い抱擁を交わす。まだお尋ね者には違いないプスを警官たちが追ってくるが、彼は鮮やかな身のこなしで逃走する。途中、プスは再び姿を現したキティに別れを告げる。しかし彼女は巧みな手さばきでプスからブーツを奪って翻弄する。その後、再び一緒に華麗なダンスを踊る2人は、最後にそっとキスを交わすのだった。

## キャスト

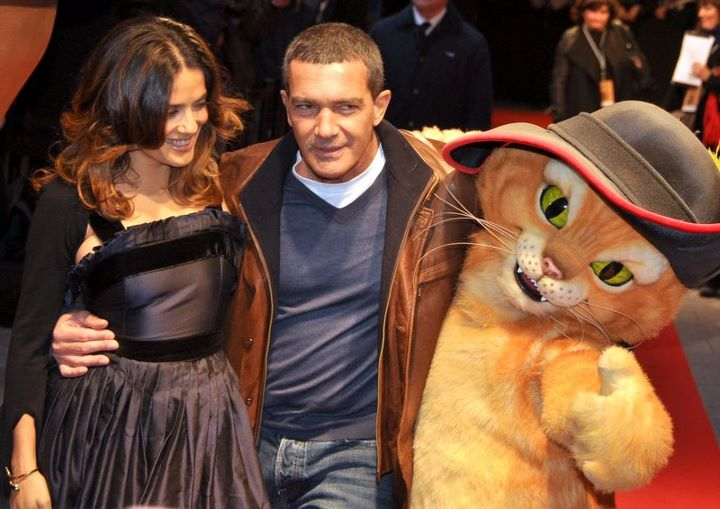
パリで行われた映画のプレミア上映会でのサルマ・ハエック、アントニオ・バンデラス、長ぐつをはいたネコ

括弧内は日本語吹替版声優を指す。
- 長ぐつをはいたネコ（英語版）（プス）: アントニオ・バンデラス（竹中直人）
- ハンプティ・アレクサンダー・ダンプティ: ザック・ガリフィアナキス（勝俣州和）
- キティ・フワフワーテ: サルマ・ハエック（本田貴子）
- ジャック: ビリー・ボブ・ソーントン（辻親八）
- ジル: エイミー・セダリス（津田真澄）
- イメルダ: コンスタンス・マリー（山像かおり）
- アンディ・"ジャック"・ビーンストーク: マイク・ミッチェル（英語版）（斎藤志郎）
- 署長: ギレルモ・デル・トロ（中村浩太郎）
- バーテンダー: トム・ホイーラー（仲野裕）
- バーの男1: （大川透）
- バーの男2: （鳥海勝美）
- ラウル: コンラッド・ヴァーノン（立木文彦）
- ジュゼッペ: ボブ・ジョーレス（乃村健次）
- ルイス: ライアン・クレゴー（駒谷昌男）
- 賞金ハンター: リッチ・ディートル（北川勝博）
- 看守: クリス・ミラー（英語版）（田中正彦）
- 町の女1: （定岡小百合）
- 町の女2: （笹森亜希）
- 町の女3: （下田レイ）
- 町の男: （高瀬右光）
- フロント: （居谷四郎）
- 警官隊: （山口りゅう）
- ローサ: （羽飼まり）
- BB子分: （内山昂輝）
- ボーイブルー: クリス・ミラー（木村昴）
- 修道士: クリス・ミラー
- マニュエル: クリス・ミラー
- ラファエル: クリス・ミラー
- 女子1: （中西夢乃）
- 女子2: （児玉萌々）
- 男子1: （大江哉徹）
- 男子2: （大根田岳）
- 少年: （ラヴェルヌ拓海）

## 制作
本作は、『シュレック2』が公開された2004年から制作が進められており、『シュレック2』でストーリー責任者を務めたクリス・ミラーは、長ぐつをはいたネコというキャラクターへの愛着と、作中での冒険を考えると、魅力的なストーリーの可能性があることから、スピンオフ作品の制作を強く希望していた。当初は『Puss in Boots: The Story of an Ogre Killer』というタイトルで、2008年にオリジナルビデオ映画として公開される予定だった。2006年10月までに、市場環境と、プスはもっと価値があるというドリームワークス・アニメーションの認識により、劇場公開として再制定された。ミラーは『シュレック3』を監督した後、すぐに本作の監督に起用された。
2010年9月には、ギレルモ・デル・トロがエグゼクティブ・プロデューサーとして参加した。『ホビット』から降りたデル・トロは、スタッフに誘われて、半分アニメーション、半分絵コンテの映画の初期上映を見たが、それを気に入ったデル・トロは、「何とか制作に関わってもらえないか」と頼んだという。デル・トロについて、ミラーは「数か月に1度、あるいは何か新しいものができたときに、彼に来てもらうようにした。アイデアを出し合う相手が必要なときは、いつでも彼がいてくれたし、取り組んでいる問題があるときは、緊急用の赤い電話でギレルモに、あるキャラクターやシーンについてどうしたらいいかアドバイスを求めたりしたものだ。まるで、自分たちの映画学校のようだった」と述べている。ミラーは、デル・トロが特にハンプティのキャラクターデザインに関わったと述べ「ギレルモはハンプティ・ダンプティの夢のような質感が好きだった。彼は、それをさらに推し進め、レオナルド・ダ・ヴィンチのような人物にしようと提案した」と語った。ハンプティを、空飛ぶ機械などの仕掛けを作る「独創的な変人」にしたのは、デル・トロのアイデアだった。デル・トロはエンディングを書き直し、キャラクターを救済し、プスとの関係を深めるという、ファミリー映画としては型破りな結末にした。また、巨人の城のファンタジー要素や、「スペインとメキシコの融合」をコンセプトとした町の建築物のデザインに協力した。
制作中、魔法の豆や雲の上の城の元となったイギリスの童話『ジャックと豆の木』の巨人を登場させるかどうか、長い間悩んだ。巨人の世界はすでに把握していたため、巨人そのものに挑戦したのである。おとぎ話に登場する巨人のように忠実に描きたかったが、いくらストーリーに組み込んでも、彼の存在は予測可能なものになってしまったのだ。結局、童話的な期待を裏切るために、巨人は画面の外で殺されることになった。
アントニオ・バンデラスは、『シュレックシリーズ』の長ぐつをはいたネコ役で続投した。ミラーによると、スタッフは制作中の早い段階でザック・ガリフィアナキス、ビリー・ボブ・ソーントン、エイミー・セダリス、サルマ・ハエックを起用したいと考えたという。ハンプティ・ダンプティは、ガリフィアナキスが初めて声優を務めた作品であるため、映画制作者からアドリブを許された。ボブ・ソーントンも同様に、ジャックの声を担当することで、自分の得意分野以外の役柄に挑戦することを楽しんでいた。ジル役のセダリスは、以前から一緒に仕事をしていたこともあり、台本に書かれている台詞のほとんどを即興で演じた。共同脚本のデヴィッド・H・ステインバーグは、「シュレックとはまったく重なっていない。それは、オリジナルのプスのストーリーを語るためでもあるが、『シュレック4』がキャラクターをどうするかわからなかったため、矛盾するストーリーを書くわけにはいかなかったからでもある」と語った。『シュレック フォーエバー』では、シュレックが『シュレック』というタイトルの本をついに閉じ、『長ぐつをはいたネコ』というタイトルの本の横にしまうシーンで、本作の存在が予告されていた。
本作は、ドリームワークス・アニメーションの作品としては初めて、インドで一部制作された作品となった。テレビの特番やDVDの特典映像などを主に手がけていたテクニカラー傘下のバンガロールスタジオが、半年かけて映画の3大シーンをアニメ化したのだ。アウトソーシングには、アメリカに比べて人件費が40％安くなるという経済的なメリットもあったが、インドにアウトソーシングした最大の理由は、年間3本もの映画を制作するスタジオのため、人手が足りないということだった。

### 音楽
| 専門評論家によるレビュー | 専門評論家によるレビュー |
| レビュー・スコア         | レビュー・スコア         |
| 出典                     | 評価                     |
| ------------------------ | ------------------------ |
| オールミュージック       | [ 23 ]                   |

本作の作曲者であるヘンリー・ジャックマンは、ラテンの伝統音楽の民族楽器を活用した。スペインの作曲家であるマヌエル・デ・ファリャに触発されたジャックマンは、ギターとラテンパーカッションを、クロード・ドビュッシーやモーリス・ラヴェルの影響を受けたオーケストラのサウンドと融合させたのだ。メキシコのギターデュオ、ロドリーゴ・イ・ガブリエーラがジャックマンのスコアに貢献し、彼らの曲、「Diablo Rojo」と「Hanuman」の2曲がサウンドトラックに収録されている。レディー・ガガの曲「アメリカーノ」も登場した。サウンドトラックは、ジャックマンのオリジナル・スコアを収録し、2011年10月24日にソニー・クラシカルから発売された。

## 封切り
当初2011年11月4日に公開される予定だったが、1週間早まって2011年10月28日に公開されることになった。ドリームワークス・アニメーションのワールドワイドマーケティング責任者であるアン・グローブは、公開日を1週間早めたのは、2011年11月に他のファミリー映画が公開される前に、親子で映画を見に来てもらうためであると述べている。
アラブ首長国連邦で『Cat in Boots』と改題された理由は公式には不明だが、宗教的・文化的な理由が疑われている。検閲を担当するUAEのメディア協議会によると、UAEは改名に一切関与しておらず、「ハリウッドのスタジオとUAEの映画配給会社が名称を変更することを決定した」とのこと。その結果、配給元がUAEにあったため、同じプリントが中東全域の映画館にシンジケートされることになったのだ。しかし、この名称変更は劇場公開時に限られたものであり、グッズや地域限定のホームメディアでは元のタイトルのまま発売された。
本作は、2011年10月16日、当時フロリダ州フォートローダーデールに停泊していたロイヤル・カリビアン・インターナショナルのクルーズ船「アルーア・オブ・ザ・シーズ」で世界初公開された。アメリカでは2011年10月28日に劇場公開された。IMAX 3Dにデジタルリマスターされ、北米のIMAXシアター268館、北米以外のIMAXシアター少なくとも47館で公開された。

### DVDリリース
2012年2月24日にDVD、Blu-ray、Blu-ray 3Dで発売された。本作には、『長ぐつをはいたネコ 『悪の三銃士』』という短編アニメが収録されている。2013年10月現在、全世界で750万台のホームエンターテイメントが販売されている。

### 続編
2012年2月、監督のクリス・ミラーは、「本作はもっとファンタジックでシュールで楽しい冒険ができるように設定されているため、ぜひ続編を作りたいが、まずは観客の反応を分析して、続編を望むかどうか判断する」と述べている。2012年11月、製作総指揮のギレルモ・デル・トロは、続編の脚本草稿をすでに2、3本書いており、ミラーはプスを連れて異国の地を冒険したいのだと語った。2014年4月、プスの声を担当したアントニオ・バンデラスは、「続編の制作は始まったばかりだ」と発言した。2014年6月、『Puss in Boots2: Nine Lives & 40 Thieves』というタイトルで、2018年11月2日に公開予定だということが発表された。その2カ月後、1カ月ずらして2018年12月21日に公開された。2015年1月、企業再編とドリームワークス・アニメーションの年2作公開という新方針に伴い、『長ぐつをはいたネコ2』が公開スケジュールから外れた。その2ヵ月後、バンデラスはインタビューで、脚本は再構築中であり、シュレックが登場する可能性があると語った。
2018年11月6日、バラエティによって、クリス・メレダンドリが『シュレック5』と『長ぐつをはいたネコ2』の両作品のエグゼクティブ・プロデューサーの1人として、キャストの復帰を任されたことが発表された。2019年2月、第1作のストーリー責任者で、『スパイダーマン:スパイダーバース』（2018年）の共同監督を務めたボブ・ペルシケッティが続編の監督に就任した。本作の原作を制作したラティファ・ウアウが、メレダンドリとともに続編の開発を統括する。2020年8月、『Puss in Boots: The Last Wish』という名称がドリームワークスによって商標登録され、続編の新たなタイトルが明らかになった。
2021年3月、本作は2022年9月23日という新たな公開日を迎え、ドリームワークス・アニメーションの親会社であるコムキャストが配給を担当するようになった。ペルシケッティとウアウはそれぞれ、『クルードさんちのあたらしい冒険』（2020年）で務めたジョエル・クロフォードとマーク・スウィフトに監督とプロデューサーを交代し、アントニオ・バンデラスがプス役を再演することも決定している。

### TVシリーズ
本作からアニメシリーズが生まれ、2015年1月16日にNetflixで初放送された。6シーズンで78話を放送し、2018年1月26日に最終シーズンがストリーミングサービスで配信された。このシリーズは、映画の出来事の前が舞台になっている。エリック・バウザが主人公の声を担当している。

### ビデオゲーム
- 長ぐつをはいたネコ（英語版） - ブリッツ・ゲームス・スタジオ（英語版）が制作し、THQが2011年10月25日にXbox 360、PlayStation 3、Wii、ニンテンドーDS向けに発売した、同作品を題材にしたビデオゲームである[53]。KinectとPlayStation Moveのそれぞれのプラットフォームに対応しているのが特徴だ[54]。
- Fruit Ninja: 長ぐつをはいたネコ（英語版） - 2011年10月20日にiOS App Storeで、2011年11月28日にAmazon AppstoreでAndroid端末向けにリリースされた、『長ぐつをはいたネコ』がテーマのゲームである[55]。

## 作品の評価

### 興行収入
北米で1億4,926万504ドル、その他の国で4億572万6,973ドル、全世界で5億5,498万7,477ドルの興行収入を記録した。2011年の興行収入第11位で、その年のアニメ映画としては『カンフー・パンダ2』（6億6,570万ドル）、『カーズ2』（5億5,990万ドル）に次ぐ第3位となった。
北米では、初日の興行収入が960万ドルでトップとなった。オープニング週末には3,407万7,439ドルを売り上げ、『ソウ3』の記録（3,360万ドル）を上回り、ハロウィーン週末のオープニング作品として史上最高となった。2週目の週末も3,305万4,644ドルを記録し、わずか3％の減少で1位を維持した。
北米以外の地域では、オープニング週末に1,720万ドルを獲得し、2位を記録した。英国では週末興行収入198万ポンド（310万ドル）、オーストラリアで298万ドルを記録し、両国で1位を記録した。北米以外の地域では、7週目の週末に40カ国から4,710万ドルを集め、興行収入で首位に立った。北米以外では2011年の興行収入第9位を記録した。北米に次いで興行収入が多かったのは、ロシアおよびCIS諸国（5,060万ドル）、次いでドイツ（3,390万ドル）、フランスおよびマグレブ地域（3,320万ドル）だった。

### 映画批評家によるレビュー
Rotten Tomatoesでは、155件のレビューに基づき86%の支持を得ており、平均評価は6.9/10となった。その批評家のコンセンサスは、「深みがあるわけでもなく、画期的なわけでもない。しかし、その深みのなさを補って余りあるほど、本作はウィットに富み、映像の輝き、そして陽気な魅力に溢れているのである」とある。Metacritic（加重平均方式）は、24人の批評家に よる評価を100点満点中65点とし、「おおむね好評」であるこ とを示した。CinemaScoreの調査によると、ファンの平均評価は、A+からFのスケールで「A-」だった。
『ハリウッド・リポーター』のトッド・マッカーシーは、「本作は、メインストリームのアニメーションの中でも最高の3D作品を披露してくれる、完璧な娯楽作品だ。カラフルで、十分に賢く、くだらないショービズジョークもなく、アクションも満載で、振り付けさえも上手だ」と評価している。『バラエティ』のピーター・デブルージュは、「これは、クリエイティブ・チームの巧みな脚本と、アントニオ・バンデラスによる魅力的な演技のたまものである」と、高く評価している。AP通信のクリスティ・レミアは、4つ星のうち3つを与え、「家族で楽しめる手軽な娯楽作品として、本作は、3Dであっても、物語に思慮深く組み込まれ、単なるギミックとは感じられない」と述べた。アリゾナ・リパブリックのビル・グッディクーンツは、「バンデラスとハエックのコンビも良いが、ガリフィアナキスの方が良い。よりによってハンプティ・ダンプティを、久々に興味をそそるアニメのキャラクターにした。彼はいいサプライズだ」と、5点満点のうち3点をつけた。『シアトル・タイムズ』のモイラ・マクドナルドは4つ星のうち3つを与え、「ネコがタンゴを踊る世界を夢見て帰りましたが、そんな映画が最後にあったでしょうか」と書いた。オースチン・クロニクルのマージョリー・バウムガーテンは、5つ星のうち3つを与え、「バンデラスとハイエックの魅惑的な絡み、ガリフィアナキスのほとんどわからない声の貢献、ソーントンとセダリスの南部奥地での話し方、これらすべてがスクリーン上の出来事に私たちを同調させ続けるのです」と述べている。
『エンターテインメント・ウィークリー』のオーウェン・グライバーマンは、「シュレックの映画では、長ぐつをはいたネコの子音は小さく、胸を張って剣で戦うのが好きで、こんなにかわいい人がこんなに颯爽とした人になろうとは思わないという冗談がある。しかし、本作では、この冗談は15分で飽きられてしまう」と、Cをつけた。『ボストン・グローブ』のタイ・バリは、4つ星のうち3つを与え「本作は、ストーリーテリングの面では新境地を開拓していないし、繰り出す最先端のアクションシーンに頼っているので、最後には疲れてしまうが、親子で楽しめる悪魔のようなウィットが備わっている」と述べている。『デイリーニューズ』のエリザベス・ワイツマンは、5つ星のうち4つを与え、「観客をとことん尊重したファミリー映画に出会えるのは、いつも嬉しいことです」と述べている。『スター・トリビューン』のコリン・コバートは、4点満点中1.5点の星をつけ、「糸を引っ張ると家畜の鳴き声が聞こえるおもちゃを覚えていますか？本作は、その半分くらいの娯楽性しかありません」と述べた。『エンパイア』のオリー・リチャーズは、5つ星のうち3つを与え、「他の子ネコと同様、常に完璧な行儀でいられるとは限らないが、少なくともこの新しいプスの冒険では、映画用のスプレーボトルに手を伸ばす必要はないだろう。そして、このスピンオフ作品が、カリスマ的なネコの魅力を削ぐものでないこともありがたい」と述べている。『オレゴニアン』のスタン・ホールは、「本作は、特に深い意味はなく、真剣に取り組んでいるわけでもない。ただ、栄光を求め、愛情を獲得し、金を儲けたいだけなのです」と述べている。
『ロサンゼルス・タイムズ』のケネス・トゥランは、5つ星のうち4つを与え、「本作の最大の魅力は、決して深刻に考えすぎていないことだろう」と述べた。『ニューヨーク・タイムズ』のスティーブン・ホールデンは、5点満点中3.5点の評価を与え、「おとぎ話や童謡のキャラクターが、スペインの絵本の中にパラシュートで現れたような、陽気で混沌とした作品だ」と述べている。『ニューヨーク・ポスト』のルー・ルメニックは、「基本的には、セルジオ・レオーネのスパゲッティ・ウエスタンをアレンジしたもので、ダジャレやネコのジョークがたくさん盛り込まれているのが特徴だ」と、4つ星のうち1.5をつけた。『USAトゥデイ』のクラウディア・プイグは、4つ星のうち3つを与え、「完璧なコミカルさと叙情的なスペイン語アクセントを持つバンデラスが演じる剣客は、紛れもなく魅力的だ」と述べている。『ワシントン・ポスト』のマイケル・オサリバンは、4つ星のうち3つを与え、「本作は、複数の命を持つネコが少なくとも1匹はいることを証明している。アントニオ・バンデラスが声優を務める『シュレック』の人気キャラクターが主役のこの長編スピンオフアニメは、ほとんど衝撃的な出来栄えだ。多くの人が期待値を下げてこの作品に臨むからというだけではない」と述べている。ザ・スター・レッジャーのスティーブン・ウィティは、4つ星のうち3つをつけ、「犬を飼っている人でも楽しめる、ほとんど純粋な小作品だ」と評価した。
『ウォール・ストリート・ジャーナル』のジョー・モーゲンスターンは、「プスは『シュレック2』でデビューし、その後、2つの面白みに欠ける続編に出演している。そして今、彼は自分の映画を持っている」と高く評価した。『デンバーポスト』のリサ・ケネディは4つ星のうち3つを与え、「本作は、ネコを袋のままにしておくと言ったら大げさだろうか（そう言わざるを得なかった）。しかし、本作は、主人公が彼の魅力と彼の演じる人の才能にふさわしい、より豊かな寓話を待ち望んでいることも忘れてはいない」と述べた。『タイムアウト』のアナ・スミスは、5つ星のうち3つを与え、「本作はバラツキがあるが、軌道に乗ればネコファンにはたまらない」と述べている。『ヒューストン・クロニクル』のエイミー・ビアンコリは、5つ星のうち3つを与え、「本作は、3つの基本的な真理をもとに躍動している。1つ目は、ネコは面白いということ。2つ目は、ハイヒールの三銃士のブーツを履いた見栄っ張りなスペインのネコはもっと面白い。最後に、息の長いアントニオ・バンデラスが声を担当する、ブーツを履いた見栄っ張りなスペインのネコは、まったくもって滑稽である」と述べている。『ジ・オンライン・AVクラブ』のターシャ・ロビンソンはC+をつけ、「本作はテーマパークの乗り物として最適で、目と三半規管にスリルを与えてくれる。しかし、設定は印象的なほど多次元的だが、キャラクターは昔のセル画のように平板だ」と述べている。

### 受賞歴
| 賞                               | カテゴリー                             | 受賞者                                                                                           | 結果       |
| -------------------------------- | -------------------------------------- | ------------------------------------------------------------------------------------------------ | ---------- |
| アカデミー賞                     | アニメ映画賞                           | クリス・ミラー                                                                                   | ノミネート |
| 女性映画ジャーナリスト同盟賞     | アニメ映画賞                           |                                                                                                  | ノミネート |
| 女性映画ジャーナリスト同盟賞     | 女性アニメ賞                           | サルマ・ハエック                                                                                 | ノミネート |
| 第39回アニー賞                   | 長編作品賞                             |                                                                                                  | ノミネート |
| 第39回アニー賞                   | 長編作品視覚効果賞                     | キャン・ユクスル                                                                                 | ノミネート |
| 第39回アニー賞                   | 長編作品キャラクター・アニメーション賞 | オリヴィエ・スタフィラス                                                                         | ノミネート |
| 第39回アニー賞                   | 長編作品キャラクター・デザイン賞       | パトリック・メイト                                                                               | ノミネート |
| 第39回アニー賞                   | 長編作品監督賞                         | クリス・ミラー                                                                                   | ノミネート |
| 第39回アニー賞                   | 長編作品音楽賞                         | ヘンリー・ジャックマン                                                                           | ノミネート |
| 第39回アニー賞                   | 長編作品絵コンテ賞                     | ボブ・ローガン                                                                                   | ノミネート |
| 第39回アニー賞                   | 長編作品声優賞                         | ザック・ガリフィアナキス                                                                         | ノミネート |
| 第39回アニー賞                   | 長編作品編集賞                         | エリック・ダプケヴィッチ                                                                         | ノミネート |
| クリティクス・チョイス・アワード | アニメ映画賞                           |                                                                                                  | ノミネート |
| シカゴ映画批評家協会賞           | アニメ映画賞                           |                                                                                                  | ノミネート |
| ゴールデングローブ賞             | アニメ映画賞                           |                                                                                                  | ノミネート |
| 2012年キッズ・チョイス・アワード | フェイバリットアニメーション映画賞     |                                                                                                  | 受賞       |
| 2012年キッズ・チョイス・アワード | アニメーション映画の声優賞             | アントニオ・バンデラス                                                                           | ノミネート |
| 全米製作者組合賞                 | アニメ映画賞                           | ジョー・M・アギラー、ラティファ・ウアウ                                                          | ノミネート |
| サテライト賞                     | アニメーション・ミックスメディア映画賞 |                                                                                                  | ノミネート |
| サターン賞                       | アニメ映画賞                           |                                                                                                  | 受賞       |
| ティーン・チョイス・アワード     | アクション女優賞                       | サルマ・ハエック                                                                                 | ノミネート |
| トロント映画批評家協会賞         | アニメ映画賞                           |                                                                                                  | ノミネート |
| 第10回視覚効果協会賞             | アニメ映画視覚効果賞                   | ジョー・M・アギラー、ギョーム・アレトス、ケン・ビーレンバーグ、クリス・ミラー                    | ノミネート |
| 第10回視覚効果協会賞             | アニメ映画キャラクター賞               | アントニオ・バンデラス、リュドヴィク・ブアンショー、ローラン・カネイロ、オリヴィエ・スタフィラス | ノミネート |
| 第10回視覚効果協会賞             | アニメ映画環境創造賞                   | ギョーム・アレトス、グレッグ・レフ、ブレット・ミラー、ピーター・ザスラフ                         | ノミネート |
| ワシントンD.C.映画批評家協会賞   | アニメ映画賞                           |                                                                                                  | ノミネート |
| 女性映画批評家協会賞             | アニメ映画賞                           |                                                                                                  | 受賞       |